# Cattedrale di Tutti i Santi (Calabozo)
La cattedrale di Tutti i Santi (Catedral de Todos Los Santos in lingua spagnola) è una cattedrale venezuelana, sede dell'arcidiocesi di Calabozo. Si trova nella città di Calabozo, stato di Guárico.

## Storia
La cattedrale nasce con la fondazione di Calabozo, il 1º febbraio 1724, come riferisce Lucas Guillermo Castillo Lara nel suo libro sulla Villa de Todos los Santos de Calabozo:
(Lucas Guillermo Castillo Lara)
Tutti proclamarono la volontà di fondare in nome di Sua Maestà Reale; dopo di che il frate, accompagnato dagli abitanti piantò una semplice croce per fissare il luogo ove sarebbe sorta in futuro la chiesa, tracciò con una cordicella il rettangolo della piazza, delineò le prime quattro vie e distribuì i primi dodici lotti, fino all'aprile del 1729, quando, in occasione della visita del vescovo Juan José Calatayud, fu costruita come è oggi tra il 1754 e il 1790. Fu nel XX secolo, quando fu costruita la cupola con l'orologio, divenute icone della città, che diventò una delle più importanti della nazione venezuelana.
Il 7 marzo 1863, con la creazione della diocesi di Calabozo, ebbe il rango di cattedrale.